# Faustgefäß im Museum of Fine Arts, Boston

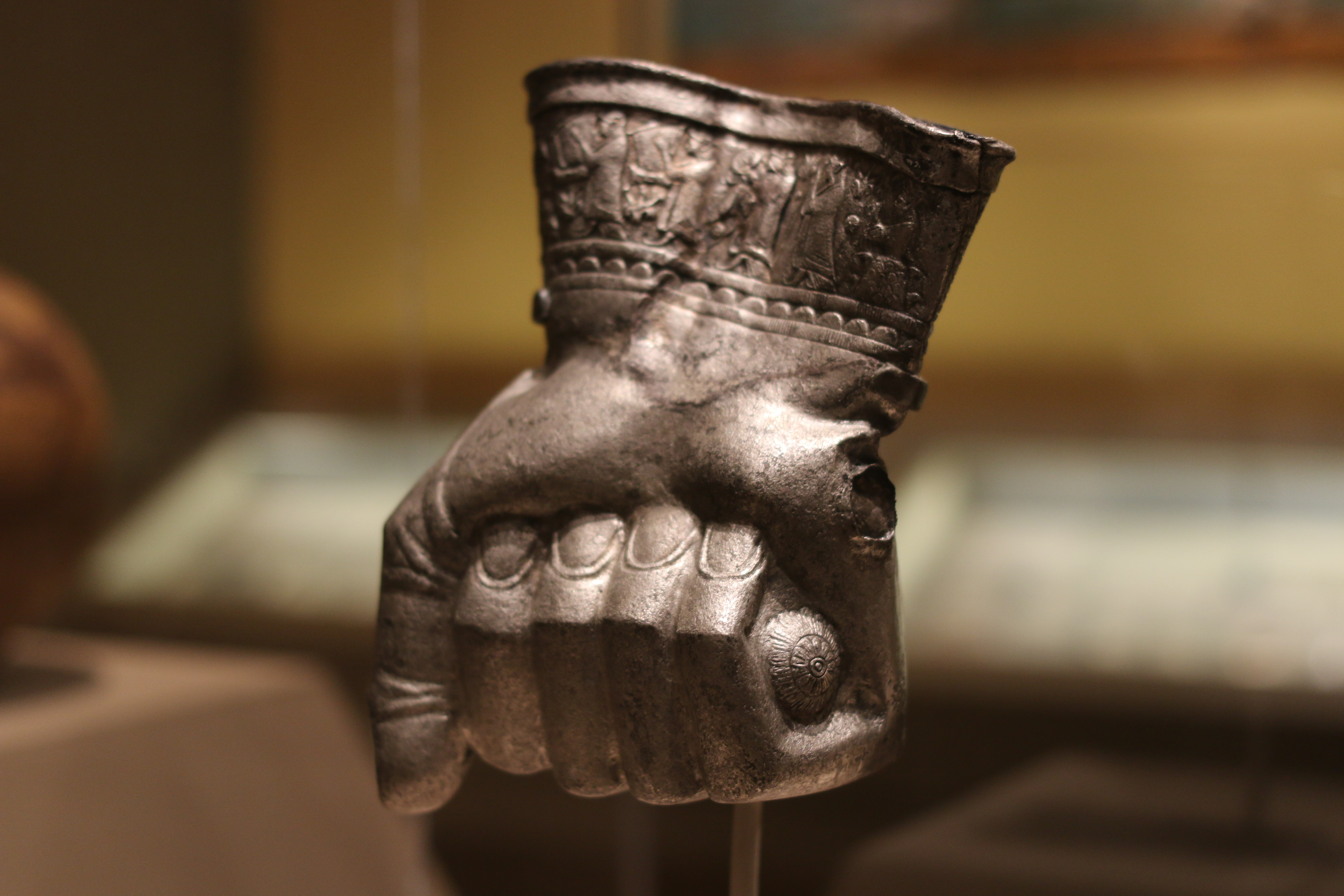
Vorderseite des Faustgefäßes mit Musikanten und Stabträger

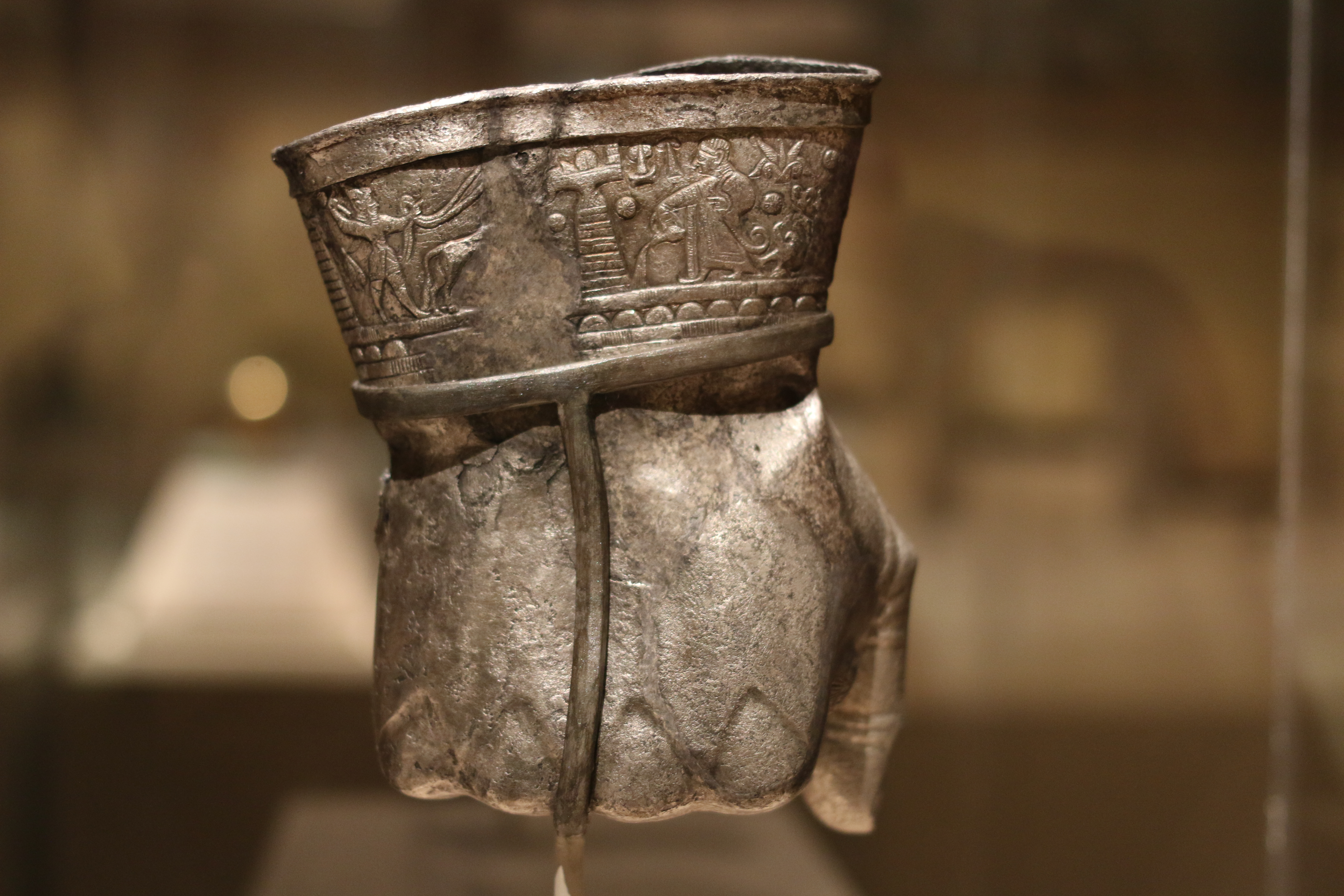
Rückseite mit dem Wettergott und dem libierenden König Tudḫaliya

Das Faustgefäß ist ein hethitisches Kultgefäß aus Silber, das für Trankopfer benutzt wurde. Es kann ins 14. Jahrhundert v. Chr. datiert werden und zeigt in einem Bilderfries eine hethitische Opferzeremonie für den Wettergott. Das Gefäß befindet sich im Museum of Fine Arts in Boston, weshalb es auch als Boston Fist bekannt ist.

## Fundumstände
Die Fundumstände des Faustgefäßes sind unbekannt. Es wurde 1976 von einem privaten Sammler erworben und 1977 dem Museum of Fine Arts als Leihgabe übergeben. Die Faust war vor der Restaurierung im Jahre 1990 schlecht erhalten und bestand aus dreizehn mehr oder weniger stark korrodierten Teilen. Im Jahr 2004 schenkte der Sammler es dem Museum.

## Beschreibung

### Abmessungen, Material, Gestaltung
Das Gefäß hat die Größe und die Form einer Männerfaust und wurde aus einem Silberblech gearbeitet. In der Länge, von der Öffnung bis zum Daumen, misst es 16,3 cm, der Umfang der ovalen Öffnung beträgt 28 cm. Das Opfergefäß hat keine Auflagefläche, so dass die Opferflüssigkeit während der Libation völlig entleert oder getrunken werden musste. Das Gefäß hatte ursprünglich einen Henkel, der aber nicht erhalten ist. Die Faust ist sehr naturnah ausgearbeitet, selbst die Adern wurden stilisiert dargestellt. Die Faust umgreift ein nicht bestimmbares Objekt, dessen sichtbares Ende als Rosette gestaltet wurde.

### Reliefband
Um die Öffnung herum läuft ein 28 Millimeter breites gerahmtes Reliefband mit der Darstellung einer Opferszene. Das Schmuckband beginnt mit der Darstellung eines bärtigen Gottes, der in der Rechten eine Keule schwingt und in der Linken Zügel hält, mit denen er einen Stier führt, von dem nur der hintere Teil erhalten ist. Davor steht ein Opfertisch (Altar) mit Opfergaben darauf. Der König steht vor diesem und gießt aus einem Gefäß einen Opfertrank auf den Boden. Als Zeichen seiner Macht hält er einen Lituus. Zwischen dem Kopf des Königs und dem Altar stehen luwische Hieroglyphen, die eindeutig als „Tudḫaliya, Großkönig“ gelesen werden können. Hinter dem König befindet sich ein Vogel am Boden. Dahinter sind Teile eines knienden Mannes erkennbar, der dem König ein Gefäß entgegenhält. Der größte Teil dieser Figur ist aber verloren. Hinter ihm folgt ein stehender Mann mit einem Opferbrot in der Hand. Dann schließen sich Musikanten an: zwei Männer, die das kleine Ištar-Instrument, eine Art Leier, spielen, und ein Mann, der ein Zimbelnpaar schlägt. Hinter diesem steht ein Mann, der einen Stock in seinen Händen hält. Dann kommt die Darstellung eines göttlichen Wesens, das ikonographisch der Darstellung eines Berggottes gleicht. Dieses hat einen Bart und eine blätterartige Frisur und es scheint in die Hände zu klatschen. Der Unterteil des göttlichen Wesens stellt nach gängiger Deutung symbolisch einen Berg dar oder nach Hans Gustav Güterbock einen Busch oder einen Baum. Als Abschluss der Szene, der auch den Anfang darstellen könnte, steht ein turmartiges Gebilde aus Mauerwerk mit elf Steinlagen, auf dem sich nicht bestimmbare Objekte befinden.

## Deutung

### Faustsymbolik
Fäuste und Faustgefäße sind mehrfach bezeugt: so silberne für den Wettergott, für den Schlachtengott Zababa und für die nicht näher bekannte Gottheit Karmaḫili, goldene für Teššub, eiserne für Šauška, schließlich noch eine Faust aus Zedernholz.
In der hethitischen Kunst werden Männer und Frauen oft mit Fäusten dargestellt, eine Geste, deren Symbolik unbekannt ist. Dabei haben die Männer beide Fäuste geballt, sofern sie keinen Gegenstand in einer Hand halten, wobei eine Faust über der Brust gehalten wird. Bei den Frauen wird nur eine Hand als Faust dargestellt, die andere Hand ist dagegen leicht geöffnet und weist nach oben, wobei Daumen und Zeigefinger gegen den Mund gerichtet sind.

### Opferszene
Der beopferte Gott kann anhand des Stiers und der Keule als Wettergott Tarḫunna bestimmt werden. Das abgebildete Trankopfer mit Brotopfer und Musikanten ist typisch für viele hethitische Rituale und wird in hethitischen Texten vielfach beschrieben. Demnach kann der kniende Mann hinter dem König gemäß Hans Gustav Güterbock als „Mundschenk des-sich-Niederkniens“ gedeutet werden, der dem König die Opferflüssigkeit überreicht, während der zweite Mann jenem das Opferbrot übergibt. Auch Musikbegleitung ist gut bezeugt für hethitische Opferrituale. Der Mann mit dem Stab könnte nach Güterbocks Deutung der „Stabträger“ sein, welcher die Opferteilnehmer anführte und diesen ihre Plätze zuwies.
Die Deutung des göttlichen Wesens und des turmartigen Gebildes bereiten dagegen Schwierigkeiten. Nach Güterbock könnte dieses Wesen ein Vegetationsgott sein oder ein vergöttlichter Baum. Das Mauerwerk dahinter deutet er als eine Art Altar mit Opfergaben darauf. Timothy Kendall dagegen sah darin den Turm einer Stadt und das göttliche Wesen als ein mit Bäumen überwachsener Berg, an dem die Prozession vorbeizieht.
Da in die Szene vermehrt stilisierte Pflanzen eingestreut sind, scheint die abgebildete Opferszene im Freien zwischen blühender Vegetation stattzufinden. Im Zusammenhang mit der Deutung des göttlichen Wesens als Vegetationsgott ist ein Bezug zu einem Frühlingsfest denkbar. Güterbock verweist dabei auf den 14. und 15. Tag des AN.TAḪ.ŠUM-Festes. An diesen Tagen wurde bei einem Buchsbaumhain an der ḫuwaši-Stele des Wettergottes geopfert, welche in einem tarnu-Haus stand. Savaş Özkan Savaş bezieht die Opferszene direkt auf das AN.TAḪ.ŠUM-Fest und interpretiert die Gewächse als AN.TAḪ.ŠUM-Pflanzen, bei denen es sich um ein nicht näher bestimmbares Zwiebelgewächs handelt. Die berggottähnliche Figur deutet er als den vergöttlichten Buchsbaumhain und das turmartige Gebäude als tarnu-Haus, das nach ihm ein „Rundbau“ gewesen sei.
Monika Schuol erwägt, dass das kunstvolle und wertvolle Kultgefäß einem bedeutenden Tempel gehört haben müsse. Da auf dem Gefäß der Wettergott und ein Berggott nebeneinander stehen, liege es nahe, an den wichtigen Kult des Wettergottes von Zippalanda zu denken, der zusammen mit dem Berggott Taḫa verehrt wurde. Dieser Berggott hatte auch eigene Opferfeste, darunter ein Frühlingsfest. Der heilige Berg Taḫa stand bei der Kultstadt Zippalanda und auf diesem wurden zu Ehren des Wettergottes von Zippalanda und des Berggottes mehrere Opferfeste aufgeführt. Dazu passt, dass die Opferszene auf der Faust offenbar im Freien stattfindet. Die Mauerkonstruktion auf dem Kultgefäß könnte nach Schuol einen Kultbau auf dem Berg darstellen, zum Beispiel das in hethitischen Ritualtexten genannte „Tor des Gottes Taḫa“. Literarisch bezeugt ist zudem ein ritueller Faustkampf vor der Kultstele des Berggottes Taḫa. Der Mann mit dem Stab auf der Faust könne nicht genau bestimmt werden, da Stäbe im hethitischen Kult eine vielfältige Rolle einnahmen. Denkbar wäre der im Kult von Zipplanda bezeugte „Mann des Wettergottes“, der auch mit einem Stab auftreten konnte. Schuol zitiert auch einen hethitischen Text, der gut zur Bildszene passt:
„Wenn der König zur Kultanlage des Berges Daḫa gelangt,
beginnt der König reihum zu beopfern.
Er beopfert reihum zwei (Götter): Den Wettergott von Zippalanda
und den Berg Daḫa, (nämlich) trinken sie.
Die Priestersänger spielen die kleine Leier.“
KUB XX 96 Vs. III 12′–16′

## Zeitliche Einordnung
Die Bilder auf dem Faustgefäß zeigen auffallende Parallelen zu den Reliefs von Alaca Höyük, so die Darstellung der Pflanzen und Details der Männertracht und können somit ins ausgehende 15. oder ins 14. Jh. v. Chr. datiert werden. Die Tracht des Königs und auch die fehlende Namenskartusche machen eine Identifizierung mit König Tudḫaliya IV. (1236–1215 v. Chr.) unwahrscheinlich. Deshalb kann das Faustgefäß am besten den hethitischen Königen Tudḫaliya II. (ca. 1375–1355 v. Chr.) oder Tudḫaliya III. (um 1355 v. Chr.) zugewiesen werden.